# Blast Premier
Blast Premier (estilizado como BLAST Premier) é uma liga profissional de esporte eletrônico para o jogo Counter-Strike: Global Offensive (CS:GO) lançada em 2020. Está localizada principalmente em duas regiões: Américas e Europa. A série é dividida em duas temporadas, Spring (primavera) e Fall (outono), culminando no World Final no fim do ano. A organização dinamarquesa de esportes eletrônicos, RFRSH Entertainment, anunciou a série como sucessora da BLAST Pro Series em 2019.

## Formato
Cada temporada dura cerca de quatro meses com 12 equipes da temporada regular participando da fase de grupos, terminando com uma final de temporada para as 6 melhores equipes da fase de grupos e mais 2 equipes classificadas dos eventos Showdowns. Os Showdowns estão abertos a uma variedade muito mais ampla de equipes, incluindo aquelas que não avançaram na temporada regular. Os vencedores das finais de cada temporada participam do World Final (em 2020, chamado de Global Final), bem como os vencedores de outros prestigiados eventos não-BLAST Premier e aqueles que se classificam mais alto na BLAST Premier Global Leaderboard, uma classificação dos principais eventos do ano de várias ligas e torneios.
A Blast Premier de 2020 sofreu interrupções devido à pandemia de COVID-19, incluindo a transição de todos os eventos, exceto a temporada regular da primavera, para o formato on-line e as premiações muito reduzidas. Essa interrupção continuou na temporada de 2021, até o Fall Showdown.

## Edições
| Ano  | Temporada    | Torneio           | Local                            | Campeão                                                         | Ref.   |
| ---- | ------------ | ----------------- | -------------------------------- | --------------------------------------------------------------- | ------ |
| 2020 | Spring       | Regular Season    | Londres, Inglaterra              | FaZe Clan / G2 Esports / Natus Vincere                          | [ 8 ]  |
| 2020 | Spring       | European Showdown | Europa (on-line)                 | Ence / Team Vitality                                            | [ 9 ]  |
| 2020 | Spring       | American Showdown | América do Norte (on-line)       | Furia Esports / Made in Brazil                                  | [ 10 ] |
| 2020 | Spring       | European Finals   | Europa (on-line)                 | Complexity Gaming                                               | [ 11 ] |
| 2020 | Spring       | American Finals   | América do Norte (on-line)       | Evil Geniuses                                                   | [ 11 ] |
| 2020 | Fall         | Series            | Europa (on-line)                 | G2 Esports / OG / Team Vitality                                 | [ 12 ] |
| 2020 | Fall         | Showdown          | Europa (on-line)                 | Furia Esports / Mousesports                                     | [ 13 ] |
| 2020 | Fall         | Finals            | Europa (on-line)                 | Team Vitality                                                   | [ 11 ] |
| 2020 | Global Final | Global Final      | Europa (on-line)                 | Natus Vincere                                                   | [ 14 ] |
| 2021 | Spring       | Groups            | Europa (on-line)                 | Berlin International Gaming / Complexity Gaming / Natus Vincere | [ 15 ] |
| 2021 | Spring       | Showdown          | Europa (on-line)                 | G2 Esports / Gambit Esports                                     | [ 16 ] |
| 2021 | Spring       | Finals            | Europa (on-line)                 | Gambit Esports                                                  | [ 17 ] |
| 2021 | Fall         | Groups            | Europa (on-line)                 | Natus Vincere / Ninjas in Pyjamas / Team Vitality               | [ 18 ] |
| 2021 | Fall         | Showdown          | Europa (on-line)                 | Heroic / Team Liquid                                            | [ 19 ] |
| 2021 | Fall         | Finals            | Copenhague, Dinamarca            | Natus Vincere                                                   | [ 20 ] |
| 2021 | World Final  | World Final       | Copenhague, Dinamarca            | Natus Vincere                                                   | [ 21 ] |
| 2022 | Spring       | Groups            | Europa (on-line)                 | FaZe Clan / OG / Team Vitality                                  | [ 22 ] |
| 2022 | Spring       | European Showdown | Europa (on-line)                 | Ence                                                            | [ 23 ] |
| 2022 | Spring       | American Showdown | América do Norte (on-line)       | PaiN Gaming                                                     | [ 24 ] |
| 2022 | Spring       | Finals            | Lisboa, Portugal                 | Natus Vincere                                                   | [ 25 ] |
| 2022 | Fall         | Groups            | Copenhague, Dinamarca            | Natus Vincere / OG / Team Liquid                                | [ 26 ] |
| 2022 | Fall         | European Showdown | Europa (on-line)                 | Heroic                                                          | [ 27 ] |
| 2022 | Fall         | American Showdown | América do Norte (on-line)       | Fluxo                                                           | [ 28 ] |
| 2022 | Fall         | Finals            | Copenhague, Dinamarca            | Heroic                                                          | [ 29 ] |
| 2022 | World Final  | World Final       | Abu Dhabi, Emirados Árabes       | G2 Esports                                                      | [ 30 ] |
| 2023 | Spring       | Groups            | Copenhague, Dinamarca            | FaZe Clan / G2 Esports / Team Vitality                          | [ 31 ] |
| 2023 | Spring       | European Showdown | Europa (on-line)                 | Cloud9                                                          | [ 32 ] |
| 2023 | Spring       | American Showdown | América do Norte (on-line)       | Imperial                                                        | [ 33 ] |
| 2023 | Spring       | Finals            | Washington, D.C., Estados Unidos | Heroic                                                          | [ 34 ] |
| 2023 | Fall         | Groups            | Copenhague, Dinamarca            | FaZe Clan / Heroic / Ninjas in Pyjamas                          | [ 35 ] |
| 2023 | Fall         | European Showdown | Europa (on-line)                 |                                                                 | -      |
| 2023 | Fall         | American Showdown | América do Norte (on-line)       |                                                                 | -      |
| 2023 | Fall         | Finals            | Copenhague, Dinamarca            |                                                                 | [ 36 ] |
| 2023 | World Final  | World Final       | Abu Dhabi, Emirados Árabes       |                                                                 | [ 37 ] |